# Simbad i l'ull del tigre
Simbad i l'ull del tigre (títol original en anglès: Sinbad and the Eye of the Tiger) és una pel·lícula estatunidenca dirigida per Sam Wanamaker, estrenada el 1977. Es va doblar al català.

## Argument
La seva madastra i alhora maga ha transformat el jove príncep hereu en un babuí amb la finalitat de situar el seu fill al tron. Sinbad, heroi de les mars i príncep de Bagdad, marxa cap a Charnak a la recerca d'un màgic capaç de trencar l'encantament. Haurà d'afrontar mil perills, i enfrontar-se a monstruoses criatures com el Minotó, un colós de bronze, el troglodita gegant, el tigre amb dents de sabre i un babuí gairebé humà.

## Repartiment
- Patrick Wayne: Sinbad
- Taryn Power: Diane
- Margaret Whiting: Zenobie
- Jane Seymour: Princesa Farah
- Patrick Troughton: Melanthius
- Kurt Christian: Rafi
- Nadim Sawalha: Hassan
- Damien Thomas: príncep Kassim
- Bruno Barnabe: Balsora
- Bernard Kay: Zabid
- Salami Coker: Maroof
- David Sterne: Aboo-Seer
- Peter Mayhew: Minoton (No surt als crèdits)

## Al voltant de la pel·lícula
Ray Harryhausen ha dit que va crear i utilitzar un babuí articulat en el paper del príncep encantat perquè mai no hauria pogut obtenir el mateix resultat amb un verdader babuí.